# Белая линия живота

Апоневрозы передней брюшной стенки (обозначены синим) и белая линия живота

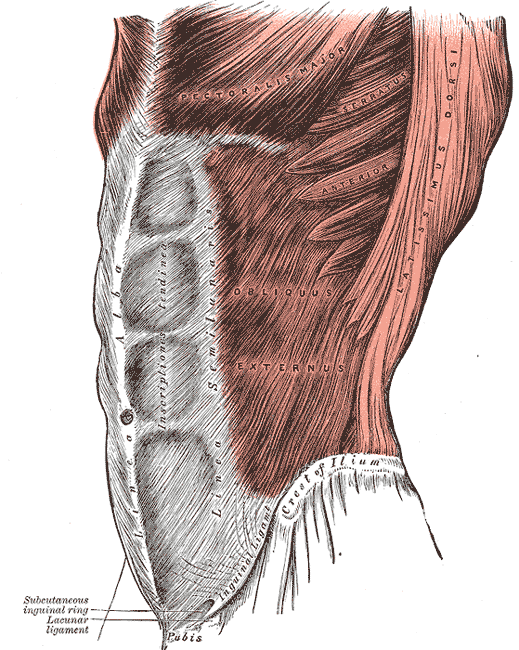
Наружная косая мышца живота.

Белая линия живота (лат. Linea alba) — волокнистая структура передней брюшной стенки, расположенная по срединной линии у человека и других позвоночных. Цвет структуры обусловлен тем, что она образована преимущественно коллагеном соединительной ткани.
Белая линия живота разделяет правую и левую прямые мышцы живота и сформирована слиянием апоневрозов мышц передней брюшной стенки.
В связи с тем, что белая линия живота состоит из соединительной ткани и практически лишена нервных окончаний и сосудов, её продольное рассечение является распространённой хирургической манипуляцией.

## Апоневрозы передней брюшной стенки
Наружная, внутренняя косые и поперечная мышцы живота переходят впереди в обширные апоневрозы, формирующие влагалище прямой мышцы живота. Передний листок влагалища в верхней его половине образован апоневрозом наружной косой мышцы живота и передней пластинкой апоневроза внутренней косой мышцы живота, а задний — задней пластинкой апоневроза внутренней косой мышцы живота и апоневрозом поперечной мышцы живота. Несколько ниже пупка все перечисленные апоневрозы формируют передний листок влагалища, а сзади прямая мышца живота прилежит к поперечной фасции. Нижний край апоневроза наружной косой мышцы живота, перекидываясь между передней верхней остью подвздошной кости и лонным бугорком, поворачивается внутрь, формируя паховую связку. Апоневрозы всех указанных мышц срастаются с апоневрозами противоположной стороны, формируя белую линию живота. В её середине, на уровне пупа, имеется отверстие — пупочное кольцо, в норме прикрытое с обеих сторон пупочной и поверхностной фасциями.

## Грыжи белой линии живота
Различают надпупочную, околопупочную (параумбиликальную) и подпупочную грыжи белой линии живота, вызванные расхождением формирующих её апоневрозов. Белая линия живота наиболее прочна в подпупочной области, в связи с чем грыжи этой локализации встречаются редко. Могут образовываться множественные грыжи белой линии живота, располагающиеся одна над другой.
Различают три стадии формирования грыжи белой линии живота: предбрюшинную липому (грыжевой мешок отсутствует), стадию начала образования грыжи и стадию сформированной грыжи. Чаще всего содержимым грыжи является сальник, реже — тонкая кишка и другие органы.

## Иллюстрации

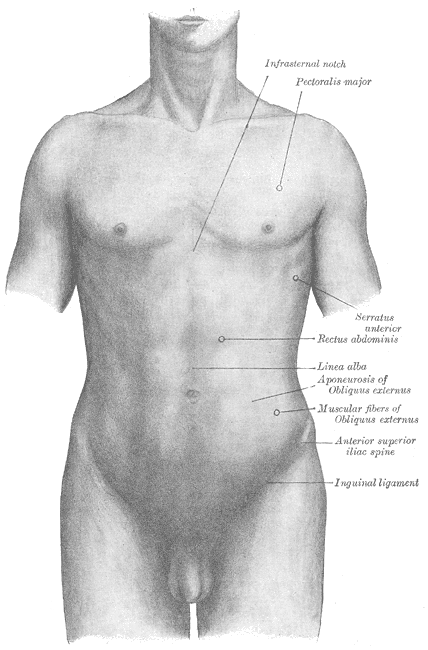
Поверхностная анатомия передней грудной и брюшной стенок.
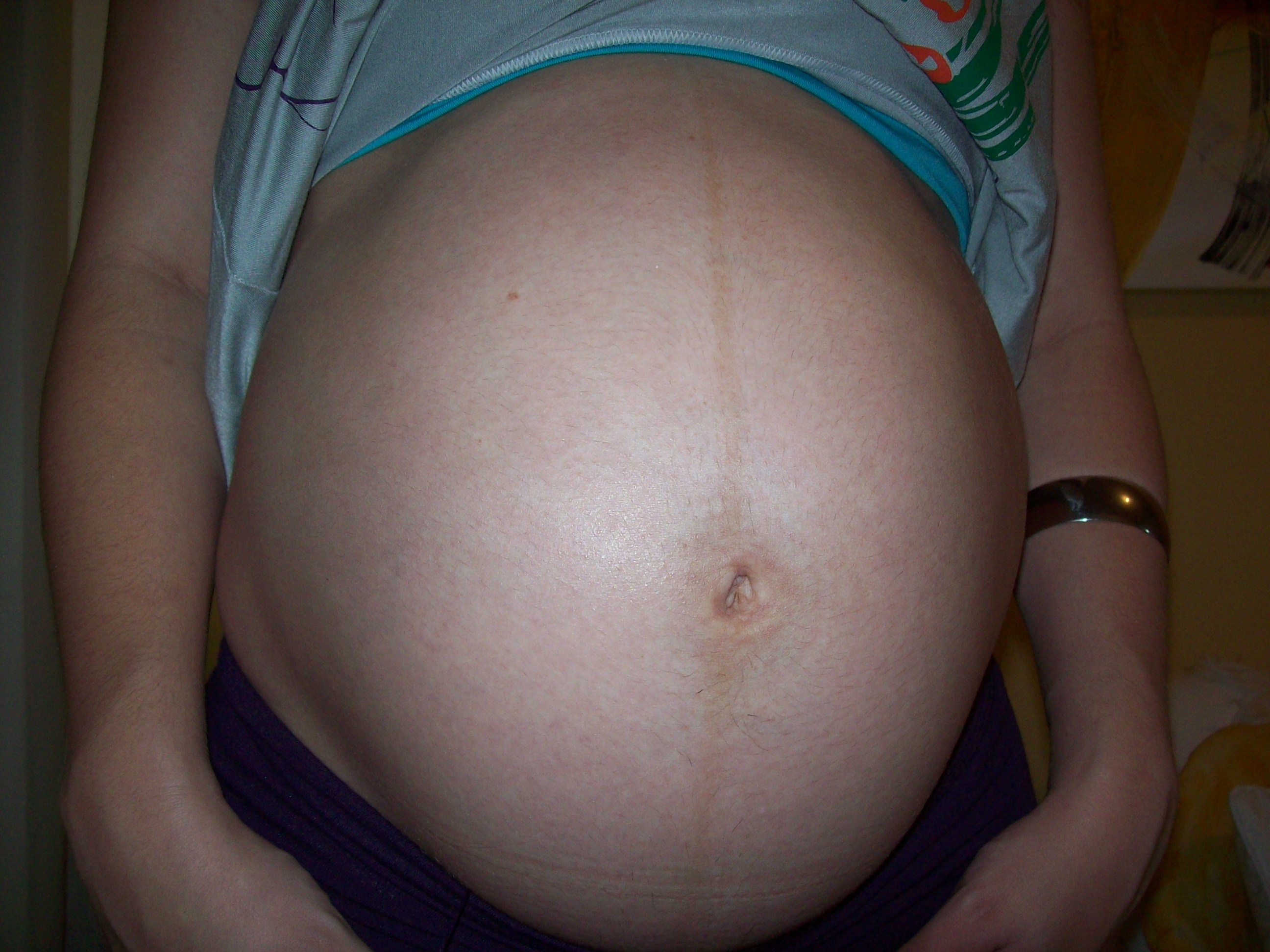
Гиперпигментация кожи над белой линией живота у беременной женщины (Linea nigra).